# 津島郵便局
津島郵便局（つしまゆうびんきょく）
- 愛知県津島市にある郵便局。本記事にて記述する。
- 愛媛県宇和島市にある郵便局。局番号は61037。
- 福島県双葉郡浪江町にある郵便局。局番号は82122（東日本大震災の影響で休業中）。

津島郵便局（つしまゆうびんきょく）は愛知県津島市にある郵便局。民営化前の分類では集配普通郵便局であった。

## 概要
- 住所：〒496-8799 愛知県津島市松原町25-2

## 沿革
- 1872年4月8日（明治5年3月1日） - 津島郵便取扱所として開設[1]。
- 1875年（明治8年）1月1日 - 津島郵便局（五等）となる。
- 1876年（明治9年）11月1日 - 為替取扱を開始。
- 1880年（明治13年）7月1日 - 貯金取扱を開始。
- 1892年（明治25年）3月16日 - 津島郵便電信局となる。
- 1903年（明治36年）4月1日 - 通信官署官制の施行に伴い津島郵便局となる。
- 1956年（昭和31年）9月21日 - 電話通話および和文電報受付事務の取扱を開始[2]。
- 1967年（昭和42年）12月11日 - 津島市藤浪町一丁目から同市藤浪町三丁目へ移転するとともに、神守郵便局から集配業務を移管。
- 1973年（昭和48年）7月1日 - 諏訪簡易郵便局の廃止に伴い、取扱事務を継承。
- 1996年（平成8年）10月28日 - 立田簡易郵便局の廃止に伴い、取扱事務を継承。
- 1998年（平成10年）3月23日 - 津島市藤浪町三丁目から同市松原町に移転。
- 1999年（平成11年） - 外国通貨の両替および旅行小切手の売買に関する業務取扱を開始。
- 2007年（平成19年）10月1日 - 民営化に伴い、併設された郵便事業津島支店に一部業務を移管。
- 2012年（平成24年）10月1日 - 日本郵便株式会社発足に伴い、郵便事業津島支店を津島郵便局に統合。

## 取扱内容
- 郵便、印紙、ゆうパック、内容証明
- 貯金、為替、振替、振込、国際送金、外貨両替・トラベラーズチェック、国債、投資信託
- 生命保険、バイク自賠責保険、自動車保険、がん保険、引受条件緩和型医療保険、変額年金保険
- ゆうちょ銀行ATM
- 「496-00xx」「496-08xx」「496-09xx」「496-80xx」区域（津島市・愛西市のそれぞれ全域）、「490-12xx」(あま市の旧、美和町区域)の集配業務
- ゆうゆう窓口

## 周辺
- 津島神社
- 津島市文化会館
- 愛知県立津島北高等学校
- 国道155号

## アクセス
- 名鉄尾西線・津島線 津島駅から徒歩で約15分。
- 津島市ふれあいバス「米町」停留所もしくは「又吉町」停留所下車。
- 東名阪自動車道 弥富ICから北へ約7km。
- 駐車場あり：35台